# Trefl
Trefl S.A. ist ein im polnischen Gdynia ansässiges Unternehmen, das Puzzles, Brettspiele und Spielzeug herstellt und vertreibt. Nach eigenen Angaben ist Trefl einer der größten Puzzlehersteller in Europa und der führende Hersteller von Brettspielen in Polen. Der Hauptsitz der Trefl-Gruppe befindet sich in Gdynia, der Ursprung der Firma liegt in Sopot, wo auch der größte Standort des Unternehmens ist.

## Geschichte

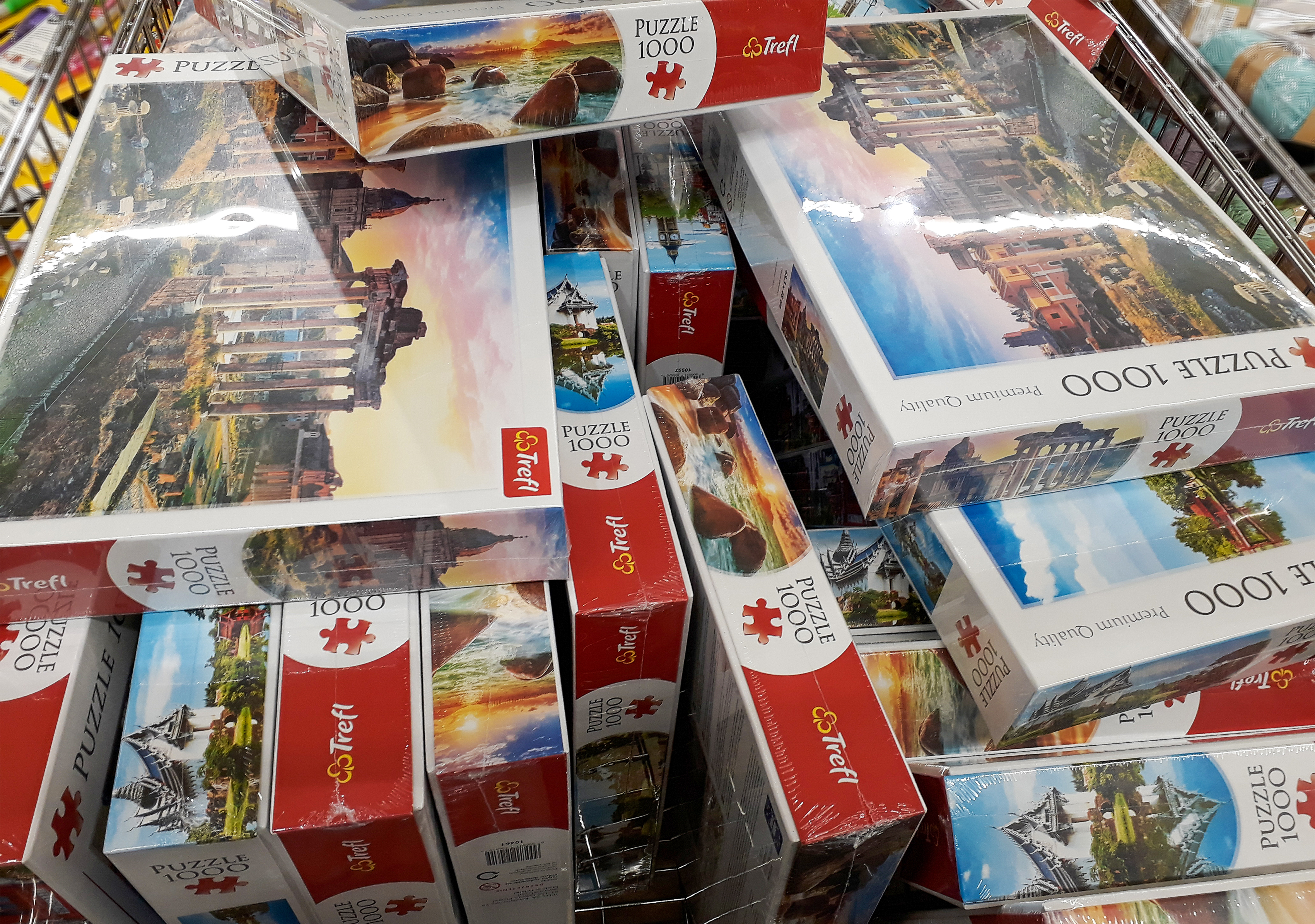
1000-Teile-Puzzles von Trefl im Fachgeschäft

Trefl wurde 1985 in der Volksrepublik Polen von Kazimierz Wierzbicki gegründet, der mit der Herstellung von Puzzles begann und diese im nationalen Markt vertrieb. Es handelte sich um den ersten Puzzle-Hersteller Polens überhaupt. Im Jahr 1989 erhielt das Unternehmen erstmals die Genehmigung, seine Produkte zu exportieren.
Seit 1991 ist Disney der wichtigste Lizenzpartner von Trefl. Im Jahr 2004 begann das Unternehmen mit der Herstellung von 3D-Puzzles.
Mittlerweile stellt das Unternehmen 20 Millionen Spielwarenartikel pro Jahr her, die in über 50 Länder exportiert werden. Auch führt das Unternehmen Auftragsproduktionen für andere Spieleverlage durch. Das Stammkapital beläuft sich auf 25.812.800 Złoty.
Im Jahr 1998 wurde Trefl Hauptanteilseigner des in Krakau ansässigen Herstellers von Spielkarten, der heute als Fabryka Kart Trefl-Kraków firmiert.
Weiterhin gehören zur Trefl-Gruppe das KAZstudio, das Zeichentrickserien für das Fernsehen produziert, das Verlagshaus Wydawnictwo Trefl, das Kinderbücher herausgibt sowie das Medienunternehmen Baltic Media Group, das Werbefilme und -videos produziert.
Trefl erwarb Verwertungslizenzen von Disney, Hasbro und Mattel, um sie auf eigene Produkte anzuwenden.

## Sponsoring
Der Unternehmensgründer Wierzbicki gilt als Sportfan und war Basketball-, Ski- und Volleyballtrainer. Im Jahr 1995 gründete er den Sportverein Trefl Sopot mit einer Herrenbasketballmannschaft sowie einer Frauen- und Männervolleyballmannschaft.